# Арника (организация)
Арника — чешская общественная организация, созданная 29 сентября 2001 года и официально зарегистрированная как гражданское объединение. Организация занимается участием общественности в защите биоразнообразия и устранению токсичных веществ и отходов.
Участвуя в национальных и международных соглашениях, Арника сотрудничала с такими организациями, как Международная сеть по ликвидации загрязнителей, сеть Международные реки, Европейская Сеть Рек, Европейское бюро по окружающей среде и Европейский ЭКО-форум. На национальном уровне Arnika сотрудничала с Зелёным Кругом, Климатической коалицией, Чешским форумом по сотрудничеству в целях развития и DEMAS. Он также сотрудничал с Вагенингенским университетом и Остравским университетом.

## Программы и цели
Деятельность Arnika охватывает ряд экологических проблем, включая защиту рек, защиту биоразнообразия, городскую среду, сокращение отходов, переработку отходов и ликвидацию стойких органических загрязнителей (СОЗ). Организация признана органом по защите прав потребителей. По состоянию на 2022 год Arnika работает в рамках двух основных программ: Центра Поддержки Граждан и Программы по Токсичным Веществам и Отходам. Раньше в Arnika также действовала Программа охраны природы.
Работа Программы по Токсичным Беществам и Отходам включала в себя обсуждение и работу над исключением разногласий, связанных с различными методами сжигания отходов, с особым акцентом на последствиях сжигания отходов, особенно в отношении диоксинов в летучей золе и пепле.

## История

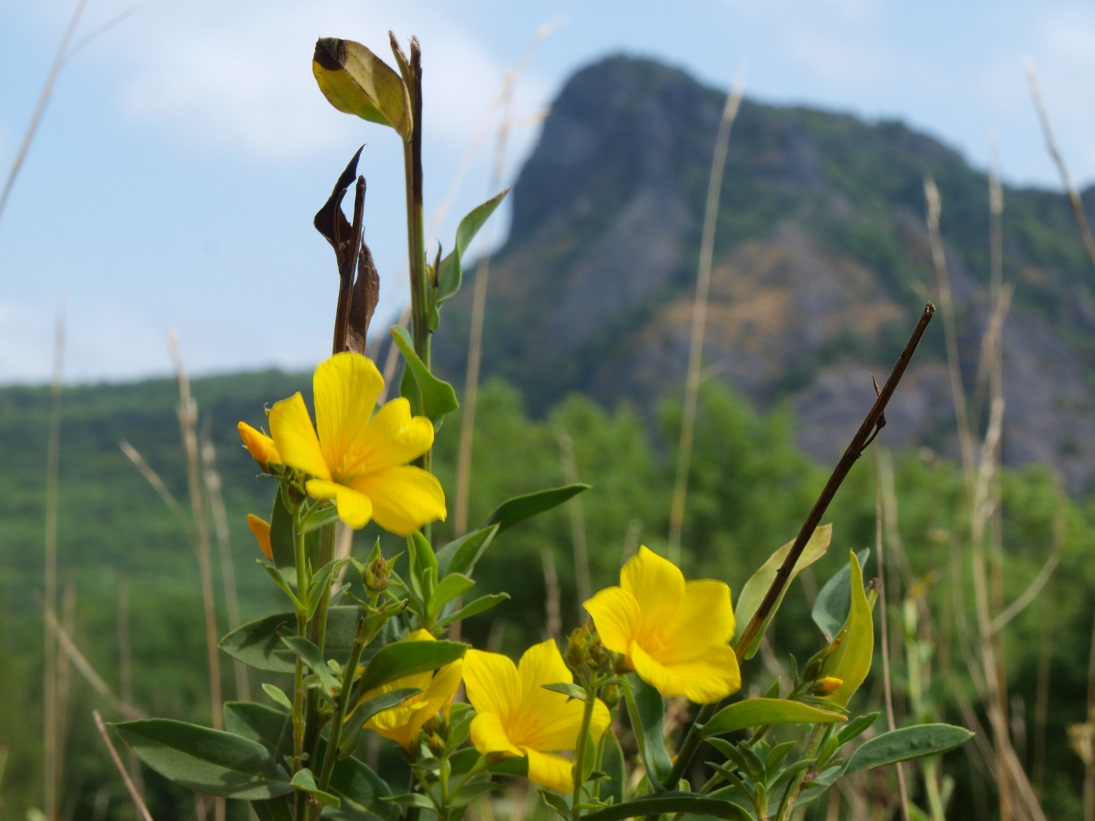
Жёлтый лен, находящийся под угрозой исчезновения, был перевезён из-за риска быть захороненным под Радовешицкой высыпкой (свалкой отходов почвы).

Arnika, основанная 29 сентября 2001 года экологами Йиндржихом Петрликом, Мартином Скальским, Властимилом Карликом и Ленкой Машковой, была создана после их ухода из чешской неправительственной организации Děti Země. Впоследствии Петрлик, Скальский и Карлик взяли на себя руководство в качестве председателей Arnika. Примечательно, что команда «Боржена», созданная в 1979 году, присоединилась к Arnika в 2001 году. В 1980-х годах команда переместила находящиеся под угрозой исчезновения виды растений из территории с отработанной почвой карьера по добыче бурого угля.

### Токсичные вещества, отходы и пластмассы

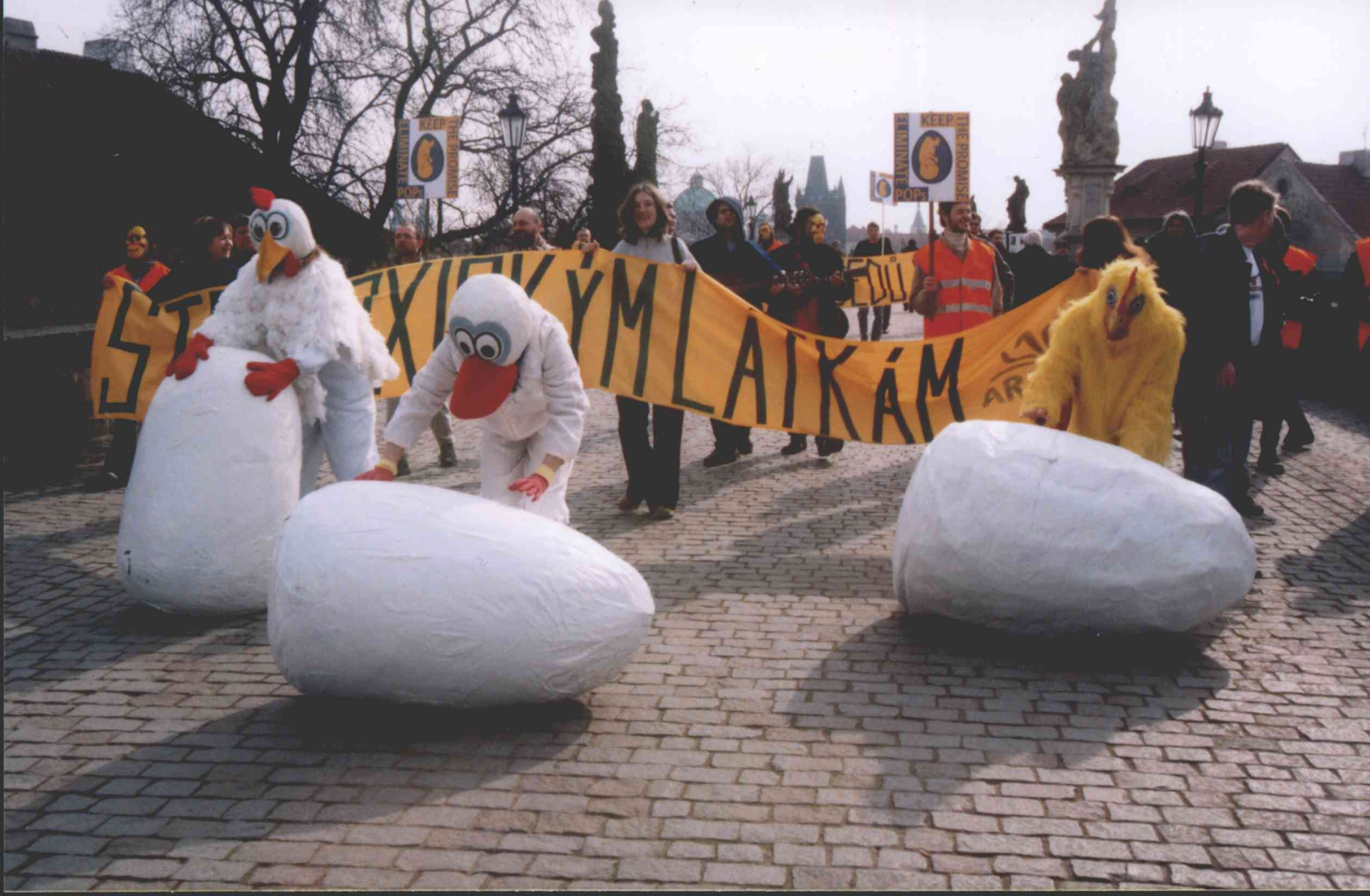
Происшествие Arnika связано с подачей петиции «За будущее без токсичных веществ» в парламент Чехии в марте 2005 года.

В период с 2001 по 2004 год Arnika возглавляла кампанию «Будущее без токсичных веществ», способствуя созданию Реестра выбросов и переноса загрязнителей (РВПЗ) в Чешской Республике и ратификации Стокгольмской конвенции. С 2005 года Arnika составляет рейтинги источников промышленных выбросов различных веществ, поощряя усилия по сокращению выбросов. Arnika также следит за участками, загрязнёнными токсичными химикатами, уделяя особое внимание химическому заводу по производству хлора Spolana в Нератовице после наводнения 2002 года.

### Защита окружающей среды
С момента своего основания в 2001 году, Arnika последовательно выступала против строительства новых плотин на Эльбе недалеко от Дечина, подчёркивая защиту экосистем на участках с видами живущими в заповедниках «Натура 2000» и сохранение видов мигрирующих рыб, таких как лосось. В 2005 году организация подала жалобу в Европейскую комиссию, что привело к предупреждению чешского правительства о недостаточном определении особых природоохранных зон ЕС (ОПЗ). В 2015 году Arnika присоединилась к Европейской сети по защите аллей и авеню c высаженными деревьями, и с 2017 года сотрудничала с Остравским университетом в проекте LIFE по расширению среды обитания находящегося под угрозой исчезновения жука-отшельника в заповедниках Natura 2000.

### Участие общественности и городское планирование
Arnika выразила обеспокоенность по поводу того, что Прага может потерять свой статус всемирного наследия ЮНЕСКО, и настаивала на ограничении высоты зданий, запланированных застройщиками на равнине Панкрац в 2008 году. В 2012—2019 годах Arnika критиковала план метрополитена Праги, выступая против нерационального землепользования города обоснованного рыночными изменениями. Центром внимания и совместных усилий с Университетом Вагенингена в 2008 году в Праге было управление городскими водными ресурсами.

### Ян Скалицкий
В 2019 году бывший руководитель Дирекции Водяных Коммуникаций Ян Скалицкий обвинил Arnika в финансовой поддержке со стороны конкурирующих железнодорожных перевозчиков. Ян Ходовский, автор документации по оценке воздействия на окружающую среду (ОВОС) плотин на Эльбе в 2011 году, сделал аналогичные заявления о финансировании Arnika со стороны немецких железных дорог. Arnika потребовала извинений от Ходовского, который позже изменил своё заявление, признав, что экологи финансировались в то время из госбюджета Германии.

## Международная деятельность

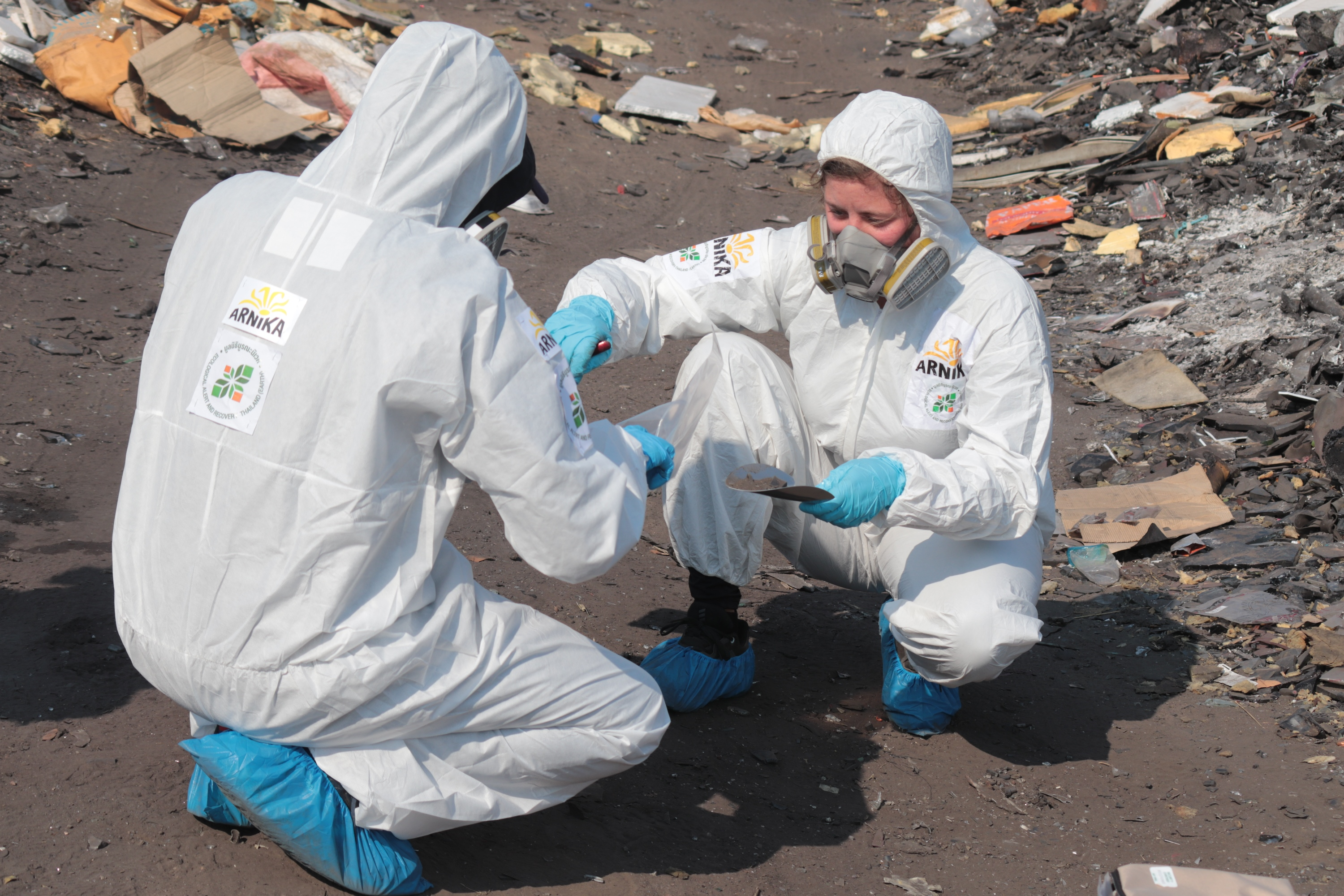
Arnika и EARTH взяли образцы на свалке электронных отходов в провинции Каласин, Таиланд, в феврале 2022 года.

Arnika, расширяя свою экологическую деятельность за пределами Чехии, участвует в проектах по всей Африке, Центральной и Юго-Восточной Азии, а также Центральной и Восточной Европе. В сотрудничестве с IPEN и Basel Action Netwrok, Arnika обратила внимание на загрязнение диоксинами свалки электронных отходов в Агбогблоши в 2019 году.
Проводя исследования глобального токсичного загрязнения пластиком, переработанным из электронных отходов, Arnika сотрудничала с IPEN. Программа Arnika по токсинам и отходам выступает в качестве регионального центра для Центральной, Восточной и Западной Европы для Международной сети по ликвидации загрязнителей, а также была единственным членом сети «Здравоохранение без вреда» в Чешской Республике в 2018 году.
В 2018 году организация организовала международную конференцию в Остраве, посвящённую борьбе с загрязнением воздуха, признанной в рамках Орхусской конвенции. С 2018 года «Арника» также занимается решением проблемы загрязнения воздуха в Украине.